# Ateleopodidae

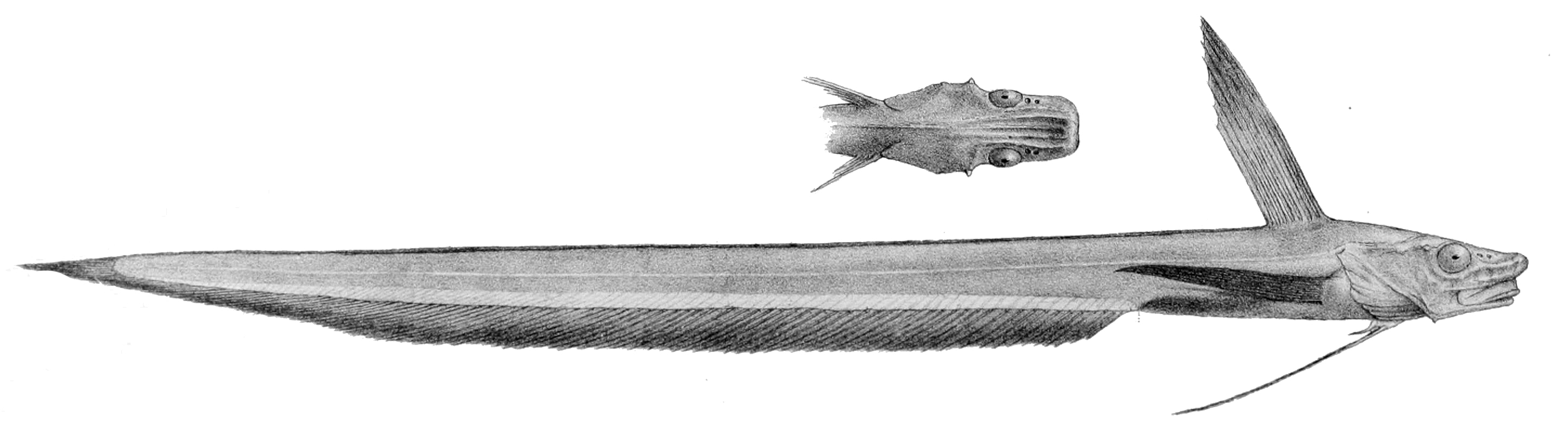
Ateleopus japonicus

Gli Ateleopodidae sono una famiglia di pesci ossei abissali, unica appartenente all'ordine Ateleopodiformes.

## Distribuzione e habitat
Si trovano nel mare Caraibico, nell'Oceano Atlantico orientale e nell'Indo-Pacifico Sono del tutto assenti dal mar Mediterraneo.
Sono pesci abissali che popolano però anche il piano batiale.

## Descrizione
Nel complesso questi pesci assomigliano ai Macrouridae: hanno corpo molto allungato che termina a punta con una lunghissima pinna anale che incorpora la piccolissima pinna caudale. La pinna dorsale è breve e alta. Le pinne ventrali in quasi tutti i generi sono ridotte a due soli raggi posti in posizione anteriore. Il muso è rigonfio. Lo scheletro è semicartilagineo.
Sono animali piuttosto grandi per essere pesci abissali: la specie più grande è Ijimaia loppei che raggiunge i due metri.

## Biologia
Sostanzialmente ignota.

## Specie
- Genere Ateleopus
  - Ateleopus indicus
  - Ateleopus japonicus
  - Ateleopus natalensis
  - Ateleopus purpureus
  - Ateleopus tanabensis
- Genere Guentherus
  - Guentherus altivela
  - Guentherus katoi
- Genere Ijimaia
  - Ijimaia antillarum
  - Ijimaia dofleini
  - Ijimaia fowleri
  - Ijimaia loppei
  - Ijimaia plicatellus
- Genere Parateleopus
  - Parateleopus microstomus[2]